# Garbahaarey
Garbahaarey (ar. Gharbaharaj) – stolica regionu Gedo, szóstego pod względem liczby ludności w Somalii. Mohammed Siad Barre twierdził, że urodził się w tym mieście, aby otrzymać posadę w policji na terenie kolonii włoskiej.